# Thomas Kroth
Thomas Kroth est un footballeur allemand né le 26 août 1959. Il évoluait au poste de milieu de terrain. 
Thomas Kroth reçoit une sélection en équipe d'Allemagne, le 29 janvier 1985, lors d'un match amical face à la Hongrie.

## Carrière
- 1977-1978 : Kickers Offenbach ( Allemagne)
- 1978-1982 : 1. FC Cologne ( Allemagne)
- 1982-1985 : Eintracht Francfort ( Allemagne)
- 1985-1988 : Hambourg SV ( Allemagne)
- 1988-1990 : Borussia Dortmund ( Allemagne)[1]

## Palmarès
- Vainqueur de la Coupe d'Allemagne en 1987 avec Hambourg et en 1989 avec le Borussia Dortmund
- Vainqueur de la Supercoupe d'Allemagne en 1989 avec le Borussia Dortmund, finaliste en 1987 avec Hambourg